# Стојан Симић
Стојан Симић (Бољевци, 25. март 1797 — Београд, 10. март 1852) био је српски политичар, послован човек и оратор. Симић је био један од најватренијих уставобранитеља. Водио је буран и немиран живот.

## Биографија
Симић је рођен у Срему, у селу Бољевци, где је његов отац био аустријски "вендрек". У Букурешту је Стојан био пандур код Михаила Германа, затим је прешао у Србију у службу код кнеза Милоша Обреновића. Већ 1831. године он је био члан српске депутације у Цариграду. А 1835. године је био један од вођа Милетине буне против кнеза Милоша. Те године он и брат Алекса су обновили изнова цркву манастира Наупаре. Мада је 1839. године био члан Савета, морао је да напусти Србију због опозиције кнезу Михаилу. Отишао је у Влашку и бавио се трговином сољу. Заједно са Гица Опраном је за рачун кнеза Милоша куповао сеоска имања по "Каравлашкој". По паду кнеза Михаила 1842. године, постаје један од уставобранитељских првака и године предсједник Савјета. Године 1843. напустио је политику, поново отишао у Влашку, бавио трговином и обогатио се.
По Вуку Ст. Караџићу Стојан и његов млађи брат Алекса (1832) броје се међу прве кнеза Милоша чиновнике и најбогатије људе у тадашњој Србији. До свега тога највише је довела Стојанова безобразна и бесавесна шала и мајсторија у спрдњи и потпрдици (а што је код кнеза Милоша било најцењеније).
Крајем 1830.тих година подигао је себи лепу кућу у Београду, далеко од вароши, на пољани иза Теразија. Налазила се између данашњег старог и новог двора. Убрзо је, већ 1843. године, држава откупила од њега ту зграду и предала је као двор новом кнезу Александру Карађорђевићу. По повратку на престо 1859. године, Обреновићи су је такође користили као двор, све до мајског преврата 1903. године. Позната је под именом Конак. Срушена је та кућа 1904. године, јер је подсећала на бившу династију.
Његов брат је био Алекса Симић, а син Ђорђе Симић.